# Tetraponera attenuata
Tetraponera attenuata är en myrart som beskrevs av Smith 1877. Tetraponera attenuata ingår i släktet Tetraponera och familjen myror. Inga underarter finns listade i Catalogue of Life.